# Sam Alvey
Samuel (Andy) William Alvey (Waterford, Wisconsin, Estados Unidos, 6 de mayo de 1986) es un artista marcial mixto estadounidense que compite en la división de peso semipesado.

## Primeros años
Originario de Waterford, Wisconsin, Estados Unidos, compitió en fútbol americano y lucha libre en la Escuela Secundaria Waterford Union y también fue un músico de talento. Tocaba la trompeta en la banda de música de la escuela y fue al Lakeland College para tocar la trompeta de forma semiprofesional. En la universidad comenzó a competir en pancracio antes de iniciar una carrera en artes marciales mixtas.

## Carrera en las artes marciales mixtas

### Inicios
Comenzó su carrera amateur en 2007, y fue derrotado por TKO en la segunda ronda de su primer combate amateur. Se recuperó para ganar sus dos siguientes, antes de convertirse en profesional en julio de 2008. Los principios de la carrera los llevó a cabo en su totalidad en el estado de Wisconsin, donde publicó un temprano 11-1 registro, que incluye múltiples victorias en la promoción King of the Cage.

### Bellator
Tras una victoria en el peso semipesado contra el veterano luchador de Bellator MMA Jason Guida, llevaba una racha de tres victorias y fue contratado por Bellator. Su debut fue en el peso medio contra el futuro campeón del torneo de peso wélter de Bellator, Karl Amoussou, en Bellator 45. Al principio, Amoussou lo ensangrentó con golpes variados y trabajó para conseguir un armbar, aunque a medida que avanzaba el combate, Amoussou empezó a cansarse y Alvey pronto ganó el control del combate en el segundo asalto y consiguió asegurar un derribo al final del tercero. Después de tres asaltos, salió victorioso por decisión dividida.
Tras su victoria sobre Amoussou, fue nombrado participante en el torneo de peso medio de la quinta temporada de Bellator, donde se enfrentó a Vitor Vianna. En el combate, aprovechó su ventaja de alcance al principio de la pelea, pero en el segundo asalto, Vianna empezó a controlar el combate, habiendo llevado a Alvey al suelo. Al final del segundo asalto, Vianna había bloqueado un estrangulamiento por detrás, pero el tiempo expiró, permitiendo a Alvey llegar al tercer asalto. El tercer asalto se consideró mucho más reñido y el combate se decidió. Perdió el combate por decisión dividida y quedó eliminado del torneo.

### The Ultimate Fighter
fue entonces seleccionado para formar parte de The Ultimate Fighter: Team Carwin vs. Team Nelson, donde bajó al peso wélter por primera vez. En el primer episodio, luchó contra Leo Kuntz para entrar en la casa. Ganó por un rápido KO en el primer asalto tras un único y limpio gancho de derecha. Durante la selección de luchadores, Shane Carwin lo seleccionó en primer lugar. En el tercer episodio, fue seleccionado por Carwin para luchar contra Joey Rivera del equipo Nelson. Rivera comenzó la pelea con dos rápidas patadas a la cabeza y luego logró un derribo. Alvey tuvo que defenderse de un estrangulamiento por guillotina y un estrangulamiento por triángulo en el primer asalto. En el segundo asalto, empezó a lanzar más golpes, pero fue sacudido por otra patada a la cabeza de Rivera. Aunque sobrevivió para ir a una decisión, Rivera se impuso por decisión mayoritaria (19-19, 20-18, 20-18).

### Maximum Fighting Championship
Su debut en MFC fue contra Elvis Mutapčić por el Campeonato de Peso Medio de MFC en MFC 36. Perdió el combate por decisión unánime. Derrotó al veterano de UFC y Bellator Jay Silva en MFC 37 por TKO en el tercer asalto. Luego ganó el Campeonato de Peso Medio de la MFC al derrotar a Jason South y lo defendió con éxito una vez contra Wes Swofford antes de pasar a la UFC.

### Ultimate Fighting Championship
Debutó en la UFC contra Tom Watson el 16 de agosto de 2014 en UFC Fight Night: Bader vs. St. Preux. Perdió el combate de por decisión unánime.
Se enfrentó a Dylan Andrews el 8 de noviembre de 2014 en UFC Fight Night: Rockhold vs. Bisping. Ganó el combate por KO en el primer asalto.
Se enfrentó a Cezar Ferreira el 22 de febrero de 2015 en UFC Fight Night: Bigfoot vs. Mir. Ganó el combate por KO en el primer asalto. Esta victoria le valió el premio a la Actuación de la Noche.
Se enfrentó a Dan Kelly el 10 de mayo de 2015 en UFC Fight Night: Miocic vs. Hunt. Ganó el combate por TKO en el primer asalto.
Se enfrentó a Derek Brunson el 8 de agosto de 2015 en UFC Fight Night: Teixeira vs. St. Preux. Perdió el combate por TKO en el primer asalto.
Se esperaba que se enfrentara a Daniel Sarafian el 21 de febrero de 2016 en UFC Fight Night: Cerrone vs. Oliveira. Sin embargo, se retiró del combate a finales de diciembre tras sufrir una fractura de mandíbula y fue sustituido por Oluwale Bamgbose.
Se enfrentó a Elias Theodorou el 18 de junio de 2016 en UFC Fight Night: MacDonald vs. Thompson. Perdió el combate por decisión unánime.
Se enfrentó a Eric Spicely el 13 de julio de 2016 en UFC Fight Night: McDonald vs. Lineker. Ganó el combate por sumisión en el primer asalto.
Se enfrentó a a Kevin Casey el 27 de agosto de 2016 en UFC on Fox: Maia vs. Condit. Ganó el combate por TKO en el segundo asalto.
Se enfrentó a Alex Nicholson el 5 de noviembre de 2016 en The Ultimate Fighter Latin America 3 Finale. Ganó el combate por decisión unánime.
Se enfrentó a Nate Marquardt el 28 de enero de 2017 en UFC on Fox: Shevchenko vs. Peña. Ganó el combate por decisión unánime.
Se enfrentó a Thales Leites el 22 de abril de 2017 en UFC Fight Night: Swanson vs. Lobov. Perdió el combate por decisión unánime.
Se enfrentó a Rashad Evans el 5 de agosto de 2017 en UFC Fight Night: Pettis vs. Moreno. Ganó el combate por decisión dividida.
Se enfrentó a Ramazan Emeev el 21 de octubre de 2017 en UFC Fight Night: Cerrone vs. Till. En el pesaje, Alvey no alcanzó el límite de peso medio de 185 libras, llegando a las 189 libras. Como resultado, su combate con Emeev fue cambiado a un peso acordado y Alvey fue multado con el 20% de su bolsa. Perdió el combate por decisión unánime.
Se enfrentó a Marcin Prachnio el 24 de febrero de 2018 en UFC on Fox: Emmett vs. Stephens. Ganó el combate por KO en el primer asalto.
Se enfrentó a Gian Villante el 1 de junio de 2018 en UFC Fight Night: Rivera vs. Moraes. Ganó el combate por decisión dividida.
Se enfrentó a Antônio Rogério Nogueira el 22 de septiembre de 2018 en UFC Fight Night: Santos vs. Anders. Perdió el combate por KO en el segundo asalto.
Se enfrentó a Jimmy Crute el 10 de febrero de 2019 en UFC 234. Perdió el combate por TKO en el primer asalto.
Se enfrentó a Klidson Abreu el 20 de julio de 2019 en UFC on ESPN: dos Anjos vs. Edwards. Perdió el combate por decisión unánime.
Se esperaba que se enfrentara a Maurício Rua el 16 de noviembre de 2019 en UFC Fight Night: Błachowicz vs. Jacaré. Sin embargo, fue retirado del combate el 25 de octubre debido a una mano rota y fue sustituido por Paul Craig.
Se esperaba que se enfrentara a Khalil Rountree Jr. el 28 de marzo de 2020 en UFC on ESPN: Ngannou vs. Rozenstruik. Debido a la pandemia de COVID-19, el evento fue pospuesto.
Se enfrentó a Ryan Spann el 9 de mayo de 2020 en UFC 249. Perdió el combate por decisión dividida.
Se enfrentó a Da Un Jung el 24 de octubre de 2020 en UFC 254. El combate terminó en un empate dividido.
Se esperaba que se enfrentara a Zak Cummings el 10 de abril de 2021 en UFC on ABC: Vettori vs. Holland. Sin embargo, Cummings se retiró del combate a mediados de marzo y fue sustituido por Julian Marquez. Perdió el combate por sumisión en el segundo asalto. Este combate le valió el premio de a la Pelea de la Noche.
Se esperaba que se enfrentara a Roman Kopylov el 31 de julio de 2021 en UFC on ESPN: Hall vs. Strickland. Sin embargo, Kopylov no pudo obtener su visa estadounidense a tiempo y el combate se canceló.
Se enfrentó a Wellington Turman el 28 de agosto de 2020 en UFC on ESPN: Barboza vs. Chikadze. Perdió el combate por decisión dividida.
Se esperaba que se enfrentara a Ian Heinisch el 5 de febrero de 2020 en UFC Fight Night: Hermansson vs. Strickland. Sin embargo, Heinisch se retiró por razones no reveladas a finales de diciembre y fue sustituido por Phil Hawes. A su vez, Hawes se retiró del combate debido a una lesión no revelada y fue sustituido por Brendan Allen, celebrándose el combate en el peso semipesado. Perdió el combate por sumisión en el segundo asalto.
Se enfrentó a Michał Oleksiejczuk el 6 de agosto de 2020 en UFC on ESPN: Santos vs. Hill. Perdió el combate por TKO en el primer asalto. Con esta derrota, extendió su racha sin victorias a nueve combates seguidos, rompiendo el récord anterior establecido por B.J. Penn.
El 10 de agosto de 2018 se anunció que fue liberado de la UFC.

## Vida personal
Tiene cuatro hijos biológicos con su exesposa McKey Sullivan, ganadora del undécimo ciclo de America's Next Top Model. A principios de 2018, también adoptaron legalmente a su hija de acogida, actualmente reside en CR.

## Campeonatos y logros
- Maximum Fighting Championship
  - Campeonato de Peso Medio de la MFC (una vez)
- Ultimate Fighting Championship
  - Actuación de la Noche (una vez) vs. Cezar Ferreira
  - Pelea de la Noche (una vez) vs. Julian Marquez[69]
  - Más combates en un periodo de 12 meses (seis; empatado con Donald Cerrone)
  - Mayor racha sin victorias en la historia de la UFC (9)[85]

## Récord en artes marciales mixtas
| Récord profesional | Récord profesional | Récord profesional |
| 54 peleas          | 34 victorias       | 18 derrotas        |
| ------------------ | ------------------ | ------------------ |
| Nocaut             | 20                 | 4                  |
| Sumisión           | 3                  | 3                  |
| Decisión           | 11                 | 11                 |
| Empate             | 1                  | 1                  |
| Sin resultado      | 1                  | 1                  |

| Resultado     | Récord      | Oponente                 | Método                                         | Evento                                             | Fecha                    | Ronda | Tiempo | Localización                  | Notas                                                                         |
| ------------- | ----------- | ------------------------ | ---------------------------------------------- | -------------------------------------------------- | ------------------------ | ----- | ------ | ----------------------------- | ----------------------------------------------------------------------------- |
| Derrota       | 33-18-1 (1) | Michał Oleksiejczuk      | TKO (puñetazos)                                | UFC on ESPN: Santos vs. Hill                       | 6 de agosto de 2020      | 1     | 1:56   | Las Vegas, Nevada             |                                                                               |
| Derrota       | 33-17-1 (1) | Brendan Allen            | Sumisión técnica (estrangulamiento por detrás) | UFC Fight Night: Hermansson vs. Strickland         | 5 de febrero de 2020     | 2     | 2:10   | Las Vegas, Nevada             |                                                                               |
| Derrota       | 33-16-1 (1) | Wellington Turman        | Decisión (dividida)                            | UFC on ESPN: Barboza vs. Chikadze                  | 28 de agosto de 2021     | 3     | 5:00   | Las Vegas, Nevada             |                                                                               |
| Derrota       | 33-15-1 (1) | Julian Marquez           | Sumisión técnica (estrangulamiento por detrás) | UFC on ABC: Vettori vs. Holland                    | 10 de abril de 2020      | 2     | 2:07   | Las Vegas, Nevada             | Regreso al peso medio. Pelea de la Noche.                                     |
| Empate        | 33-14-1 (1) | Da Un Jung               | Empate (dividido)                              | UFC 254                                            | 24 de octubre de 2020    | 3     | 5:00   | Abu Dhabi                     |                                                                               |
| Derrota       | 33-14 (1)   | Ryan Spann               | Decisión (dividida)                            | UFC 249                                            | 9 de mayo de 2020        | 3     | 5:00   | Jacksonville, Florida         |                                                                               |
| Derrota       | 33-13 (1)   | Klidson Abreu            | Decisión (unánime)                             | UFC on ESPN: dos Anjos vs. Edwards                 | 20 de julio de 2019      | 3     | 5:00   | San Antonio, Texas            |                                                                               |
| Derrota       | 33-12 (1)   | Jimmy Crute              | TKO (puñetazos)                                | UFC 234                                            | 10 de febrero de 2019    | 1     | 2:49   | Melbourne                     |                                                                               |
| Derrota       | 33-11 (1)   | Antônio Rogério Nogueira | TKO (puñetazos)                                | UFC Fight Night: Santos vs. Anders                 | 22 de septiembre de 2018 | 2     | 1:00   | São Paulo                     |                                                                               |
| Victoria      | 33-10 (1)   | Gian Villante            | Decisión (dividida)                            | UFC Fight Night: Rivera vs. Moraes                 | 1 de junio de 2018       | 3     | 5:00   | Utica, Nueva York             |                                                                               |
| Victoria      | 32-10 (1)   | Marcin Prachnio          | KO (puñetazo)                                  | UFC on Fox: Emmett vs. Stephens                    | 24 de febrero de 2018    | 1     | 4:23   | Orlando, Florida              | Debut en el peso semipesado.                                                  |
| Derrota       | 31-10 (1)   | Ramazan Emeev            | Decisión (unánime)                             | UFC Fight Night: Cerrone vs. Till                  | 21 de octubre de 2017    | 3     | 5:00   | Gdansk                        | Combate de peso acordado (189 libras); Alvey no cumplió con el peso.          |
| Victoria      | 31-9 (1)    | Rashad Evans             | Decisión (dividida)                            | UFC Fight Night: Pettis vs. Moreno                 | 5 de agosto de 2017      | 3     | 5:00   | Ciudad de México              |                                                                               |
| Derrota       | 30-9 (1)    | Thales Leites            | Decisión (unánime)                             | UFC Fight Night: Swanson vs. Lobov                 | 22 de abril de 2017      | 3     | 5:00   | Nashville, Tennessee          |                                                                               |
| Victoria      | 30-8 (1)    | Nate Marquardt           | Decisión (unánime)                             | UFC on Fox: Shevchenko vs. Peña                    | 28 de enero de 2017      | 3     | 5:00   | Denver, Colorado              |                                                                               |
| Victoria      | 29-8 (1)    | Alex Nicholson           | Decisión (unánime)                             | The Ultimate Fighter Latin America 3 Finale        | 5 de noviembre de 2016   | 3     | 5:00   | Ciudad de México              |                                                                               |
| Victoria      | 28-8 (1)    | Kevin Casey              | TKO (puñetazos)                                | UFC on Fox: Maia vs. Condit                        | 27 de agosto de 2016     | 2     | 4:56   | Vancouver, Columbia Británica |                                                                               |
| Victoria      | 27-8 (1)    | Eric Spicely             | Decisión (estrangulamiento por guillotina)     | UFC Fight Night: McDonald vs. Lineker              | 13 de julio de 2016      | 1     | 2:43   | Sioux Falls, Dakota del Sur   |                                                                               |
| Derrota       | 26-8 (1)    | Elias Theodorou          | Decisión (unánime)                             | UFC Fight Night: MacDonald vs. Thompson            | 18 de junio de 2016      | 3     | 5:00   | Ottawa, Ontario               |                                                                               |
| Derrota       | 26-7 (1)    | Derek Brunson            | TKO (puñetazos)                                | UFC Fight Night: Teixeira vs. St. Preux            | 8 de agosto de 2015      | 1     | 2:19   | Nashville, Tennessee          |                                                                               |
| Victoria      | 26-6 (1)    | Dan Kelly                | TKO (puñetazos)                                | UFC Fight Night: Miocic vs. Hunt                   | 10 de mayo de 2015       | 1     | 0:49   | Adelaida                      |                                                                               |
| Victoria      | 25-6 (1)    | Cezar Ferreira           | KO (puñetazos)                                 | UFC Fight Night: Bigfoot vs. Mir                   | 22 de febrero de 2015    | 1     | 3:34   | Porto Alegre                  | Actuación de la Noche.                                                        |
| Victoria      | 24-6 (1)    | Dylan Andrews            | KO (puñetazos)                                 | UFC Fight Night: Rockhold vs. Bisping              | 8 de noviembre de 2014   | 1     | 2:16   | Sídney                        |                                                                               |
| Derrota       | 23-6 (1)    | Tom Watson               | Decisión (unánime)                             | UFC Fight Night: Bader vs. St. Preux               | 16 de agosto de 2014     | 3     | 5:00   | Bangor, Maine                 |                                                                               |
| Victoria      | 23-5 (1)    | Gerald Meerschaert       | Decisión (unánime)                             | NAFC: Mega Brawl                                   | 31 de mayo de 2014       | 3     | 5:00   | Milwaukee, Wisconsin          |                                                                               |
| Victoria      | 22-5 (1)    | Wes Swofford             | KO (puñetazo)                                  | MFC 40                                             | 9 de mayo de 2014        | 4     | 1:02   | Edmonton, Alberta             | Defendió el Campeonato de Peso Medio del MFC.                                 |
| Victoria      | 21-5 (1)    | Jason South              | TKO (puñetazos)                                | MFC 38                                             | 4 de octubre de 2013     | 5     | 4:56   | Edmonton, Alberta             | Por el vacante Campeonato de Peso Medio del MFC.                              |
| Victoria      | 20-5 (1)    | Jay Silva                | TKO (puñetazos)                                | MFC 37                                             | 10 de mayo de 2013       | 3     | 1:05   | Edmonton, Alberta             | Combate de peso acordado (186.6 libras); Silva no alcanzó el peso.            |
| Derrota       | 19-5 (1)    | Elvis Mutapčić           | Decisión (unánime)                             | MFC 36                                             | 15 de febrero de 2013    | 5     | 5:00   | Edmonton, Alberta             | Por el Campeonato de Peso Medio del MFC.                                      |
| Victoria      | 19-4 (1)    | Lucas Lopes              | TKO (puñetazos)                                | ShoFight 20                                        | 16 de junio de 2012      | 1     | 1:39   | Springfield, Misuri           |                                                                               |
| Victoria      | 18-4 (1)    | Daniel Almeida           | TKO (lesión de rodilla)                        | Wreck MMA: Road to Glory                           | 20 de abril de 2012      | 1     | 1:41   | Gatineau, Quebec              | Combate de peso acordado (190 libras).                                        |
| Derrota       | 17-4 (1)    | Brandon Ropati           | Decisión (mayoritaria)                         | ICNZ 16                                            | 3 de marzo de 2012       | 3     | 5:00   | Auckland                      |                                                                               |
| Victoria      | 17-3 (1)    | Eddie Larrea             | TKO (puñetazos)                                | Madtown Throwdown 26                               | 7 de enero de 2012       | 1     | 4:39   | Madison, Wisconsin            |                                                                               |
| Victoria      | 16-3 (1)    | Augusto Montaño          | Decisión (unánime)                             | Chihuahua Extremo                                  | 5 de noviembre de 2011   | 3     | 5:00   | Chihuahua                     |                                                                               |
| Derrota       | 15-3 (1)    | Vitor Vianna             | Decisión (dividida)                            | Bellator 50                                        | 17 de septiembre de 2011 | 3     | 5:00   | Hollywood, Florida            | Cuartos de final del torneo de peso medio de la quinta temporada de Bellator. |
| Victoria      | 15-2 (1)    | Karl Amoussou            | Decisión (dividida)                            | Bellator 45                                        | 21 de mayo de 2011       | 3     | 5:00   | Lake Charles, Luisiana        |                                                                               |
| Victoria      | 14-2 (1)    | Jason Guida              | Decisión (dividida)                            | NAFC: Bad Blood                                    | 24 de noviembre de 2010  | 3     | 5:00   | Milwaukee, Wisconsin          |                                                                               |
| Victoria      | 13-2 (1)    | Luke Taylor              | Decisión (unánime)                             | Caribbean Ultimate Fist Fighting 1                 | 23 de octubre de 2010    | 3     | 5:00   | Puerto España                 |                                                                               |
| Victoria      | 12-2 (1)    | William Hill             | KO (puñetazo)                                  | KOTC: High Profile                                 | 9 de octubre de 2010     | 2     | 2:22   | Lac du Flambeau, Wisconsin    |                                                                               |
| Derrota       | 11-2 (1)    | Gerald Meerschaert       | Sumisión (estrangulamiento por guillotina)     | Combat USA: Championship Tournament Finals         | 11 de septiembre de 2010 | 5     | 4:08   | Green Bay, Wisconsin          |                                                                               |
| Sin resultado | 11-1 (1)    | Paul Bradley             | Sin resultado                                  | KOTC: Chain Reaction                               | 17 de julio de 2010      | 0     | 0:00   | Lac du Flambeau, Wisconsin    | La lucha se detuvo debido a la lluvia.                                        |
| Victoria      | 11-1        | Pat O'Malley             | KO (puñetazos)                                 | Combat USA 21                                      | 22 de febrero de 2010    | 1     | 2:49   | Green Bay, Wisconsin          |                                                                               |
| Victoria      | 10-1        | Brad Resop               | Sumisión (estrangulamiento por detrás)         | Combat USA 17                                      | 22 de febrero de 2010    | 1     | 3:40   | Green Bay, Wisconsin          |                                                                               |
| Victoria      | 9-1         | Eric Hammerich           | TKO (puñetazos)                                | Madtown Throwdown 22                               | 9 de enero de 2010       | 1     | 4:05   | Madison, Wisconsin            |                                                                               |
| Victoria      | 8-1         | Demian Decorah           | Decisión (unánime)                             | Racine Fight Night 5                               | 28 de noviembre de 2009  | 5     | 5:00   | Racine, Wisconsin             |                                                                               |
| Victoria      | 7-1         | Mark Honneger            | TKO (parada médica)                            | Madtown Throwdown 20                               | 1 de agosto de 2009      | 4     | 5:00   | Madison, Wisconsin            |                                                                               |
| Victoria      | 6-1         | Ron Carter               | Decisión (unánime)                             | KOTC: Connection                                   | 18 de julio de 2009      | 3     | 3:00   | Lac du Flambeau, Wisconsin    |                                                                               |
| Victoria      | 5-1         | Tre Mittnecht            | TKO (puñetazos)                                | Wisconsin Cage Fighting 1: Battle at the Bleachers | 20 de junio de 2009      | 1     | 4:41   | Wind Lake, Wisconsin          |                                                                               |
| Derrota       | 4-1         | Caleb Nelson             | Decisión (unánime)                             | First Strike                                       | 2 de mayo de 2009        | 3     | 3:00   | Manitowoc, Wisconsin          |                                                                               |
| Victoria      | 4-0         | Jason Sink               | TKO (puñetazos)                                | KOTC: Insanity                                     | 4 de abril de 2009       | 1     | 1:10   | Lac du Flambeau, Wisconsin    |                                                                               |
| Victoria      | 3-0         | Justin Lemke             | TKO (puñetazos)                                | Racine Fight Night 2                               | 28 de febrero de 2009    | 2     | 2:31   | Racine, Wisconsin             |                                                                               |
| Victoria      | 2-0         | Lukas Bowar              | TKO (puñetazos)                                | Racine Fight Night 1                               | 29 de noviembre de 2008  | 1     | N/A    | Racine, Wisconsin             |                                                                               |
| Victoria      | 1-0         | Shane Malchiodi          | Sumisión (kimura)                              | Unified MMA 13                                     | 19 de julio de 2008      | 2     | 1:19   | Lac du Flambeau, Wisconsin    |                                                                               |